# Your Turn to Die
Your Turn to Die: Death Game by Majority (キミガシネ　-多数決デスゲーム-, Kimi ga Shine -Tasūketsu Desu Gēmu-) é um jogo eletrônico freeware japonês em formato de visual novel desenvolvido por Nankidai, originalmente disponibilizado para navegador no site Niconico.
O jogo atualmente encontra-se em cinco partes, publicadas desde 2017.

## Jogabilidade
Kimi ga Shine é um jogo de aventura com conversas dispostas de maneira semelhante a um romance visual. O jogo usa uma visão em primeira pessoa. Os personagens em exibição podem interagir diretamente clicando neles. Os jogadores interagem com o menu na tela para se mover entre as áreas, salvar seu jogo e usar itens, semelhante a um jogo de aventura de apontar e clicar. Ao contrário de muitos jogos de RPG Maker, não há progressão de nível ou estatísticas de personagens. No entanto, existem quebra-cabeças que exigem o uso cuidadoso de itens para serem resolvidos e minijogos que testam o tempo de reação do jogador.
"Discussões" em que o jogador deve deduzir a solução lógica correta para avançar no tempo contribuem para grande parte do jogo. Durante o tempo de discussão, focar em uma declaração incorreta ou irrelevante fará com que a "influência" do personagem principal caia; reduzi-lo a zero causa um Game Over. Certas decisões tomadas durante as discussões mudam significativamente o enredo do jogo, embora a maioria das decisões dê apenas diferentes opções de diálogo. Outros recursos de jogabilidade incluem Habilidades de Parceiro, utilizáveis ao viajar com certos personagens, e Debates, nos quais o jogador deve encontrar a declaração incorreta dentro de um grupo de quatro.

## Enredo
A estudante do ensino médio Sara Chidouin está voltando para sua casa, após sair da escola quando ela e seu amigo Joe Tazuna são sequestrados e enviados para uma instalação misteriosa. Eles são então presos e forçados a participar de um "jogo da morte", onde os personagens decidem quem morre com a maioria dos votos. Sem outra opção, Sarah e Joe devem seguir as ordens do sequestrador e cooperar com os outros 9 personagens presentes. Cada capítulo acontece em um andar diferente da instalação. No primeiro capítulo, é dada uma explicação básica do jogo. Pensando que era apenas um teste, a maioria votou em si, com 3 votos para Kazumi Mishima, o personagem mais velho do grupo. Por causa dos votos, ele foi executando sendo decapitado pelo colar em seu pescoço. 
Depois de se recuperar do choque da morte e encontrar mais um participante, Gonbee Yamada, os personagens são forçados a participar do Jogo Principal. The Main Game é um jogo de cartas que funciona onde os personagens recebem papéis que podem lhes dar vantagens durante o jogo. O partido deve escolher, por maioria de votos, uma pessoa para morrer. Os papéis incluem um Chave Mestra, Sábio e Sacrifício, todos os outros são plebeus. Se o Chave Mestra for escolhido, todos morrerão. O Sábio tem conhecimento sobre quem é o Chave Mestra. O Sacrifício morrerá a menos que seja votado, caso em que todos, exceto o Sacrifício e uma outra pessoa, morrerão. O Plebeu não tem poder. Como tal, é manipulado para que pelo menos dois deles morram. Durante o jogo, eles descobrem que o nome verdadeiro de Gonbee é Alice Yabusame, irmão mais velho de Reko Yabusame, e anteriormente estava preso por assassinato. Joe pegou a carta Sacrifício, que selou seu destino. Os demais personagens opta por votar em Kai Satou, o dono de casa, depois de descobrir que ele estava em contato com os sequestradores, e revelou ser o Sábio. Mais tarde, eles descobrem através de seu laptop que ele planejou se rebelar contra seus sequestradores. 
Os noves personagens restante avança para o terceiro andar da instalação, onde muitos minijogos os aguardam, dando fichas que podem ser usadas para comprar recompensas e conteúdos extras não visíveis de outra forma. Sara começa a ter alucinações de Joe que a fazem se sentir responsável por sua morte. Mais três antagonistas são introduzidos. Um deles explica que a organização responsável pelos sequestros produz bonecos realistas, alguns dos quais compartilham a aparência dos participantes do jogo. Eles também têm IAs dos personagens principais, com os quais Sara pode conversar. O minigame final envolve Sara e duas das participantes, Nao Egokoro e Reko, tentando salvar Q-taro Burgerberg e Gin Ibushi. Ao resolver o quebra-cabeça do minigame, o grupo percebe que antes, a cantora Reko foi substituído por uma impostora criada usando um corpo de boneca e IA feita pelos sequestradores. Para salvar a vida de Gin e Q-taro, Sara deve decidir se sacrificará a boneca ou a deixará viver. Esta decisão afeta significativamente o enredo do jogo; se Sara escolhe matar a falsa Reko, o irmão de Reko, Alice, é morto. Se ela optar por não matar a falsa Reko, a boneca encontra a verdadeira Reko e a mata, encontrando sua própria morte no processo. 
Após uma série de investigações e um esforço concentrado para escapar, eles são forçados a jogar o jogo principal mais uma vez. A estudante de arte Nao Egokoro recebeu a carta Sacrifício nesta rodada, e sua execução acontece no final, a menos que o jogador vote nela. No entanto, votar em Nao resulta em um final antecipado. 
Com Keiji Shinogi sendo revelado como Chave Mestra, as únicas duas opções seguras para votar é Sou Hiyori ou a estudante do ensino médio Kanna Kizuchi. Kanna pede aos demais para votar nela, argumentando que a experiência de computador de Sou seria mais útil para escapar. Sou, por sua vez, implora a todos que vote nele depois de revelar que ele provou ter uma taxa de sobrevivência de 0,0% em várias simulações do Main Game. Quando os personagens entram em um impasse, cabe a Sara quebrar o empate. Se Sara votar em Sou, Sou admite que sabia que sua morte estava destinada a acontecer e tenta fugir. Ele é atacado pelo sistema de defesa da instalação e morre lentamente de seus ferimentos. Em seus últimos momentos, ele inicializa um Joe AI em um computador no terceiro andar, com o qual Sara interage e a cura de suas alucinações de Joe. Se Sara optar por votar em Kanna, ela humildemente agradece a Sara por escolhê-la, para desgosto de Sou, e pede ao grupo que não desista de Sou, alegando que ele é uma boa pessoa no fundo. Ela recebe uma morte quase indolor quando videiras e flores brotam de seu corpo. Sou fica furioso com essa escolha e inicia uma versão maliciosa do Joe AI, fazendo com que as memórias de Sara de Joe se tornem tão traumáticas que ela as reprime completamente e esquece quem é Joe. 
Ao avançar para o próximo andar, Sara e os cinco sobreviventes restantes jogam um novo jogo hospedado por uma boneca chamada Midori por padrão (embora o jogador possa renomeá-lo). Seu objetivo é encontrar e matar Midori marcando-o. No entanto, qualquer um que for marcado por ele será executado. Os sobreviventes também estão emparelhados com seis bonecos chamados "Dummies": cópias de bonecos de participantes que morreram na instalação antes que o grupo principal pudesse encontrá-los. No quarto e quinto andares, o grupo resolve quebra-cabeças, luta contra monstros e procura Midori. Sara ajuda os sobreviventes a recuperar as memórias perdidas deles conhecendo Midori no passado. A boneca Mai Tsurugi apunhala Q-taro nas costas com a impressão de que ela teve que matá-lo para sobreviver. A escolha de Sarah entre Sou e Kanna no Capítulo 2 tem grandes ramificações durante este capítulo. Se Kanna sobreviveu, Sara reafirma sua dedicação em sair com todos vivos e descarta totalmente a consideração do boneco Ranmaru Kageyama de sair juntos matando todo os seus amigo. Se Sou sobreviveu, Sara irá concordar com a ideia de Ranmaru, o que lhe dá confiança para colocá-la em prática. Isso resultará em Ranmaru matando Reko ou Alice, dependendo de quem sobreviveu no capítulo anterior. Eventualmente, o grupo deve participar do "banquete" no qual Sara deve encontrar o caixão em que Midori está armazenado e matá-lo para vencer. À medida que Midori se torna cada vez mais desesperado para se salvar, ele acusa Keiji de trapacear usando o colar do falecido Professor Mishima em um caixão para dar a impressão de que um humano estava dentro. Ele oferece a Sara para perdoar a traição de Keiji e a execução subsequente se ela escolher seu membro do grupo, o caixão de Gin. Sua vitória é declarada e Midori morre. Depois, é revelado que Keiji de fato não trapaceou e Q-Taro, sabendo que sua morte estava chegando, entrou furtivamente no caixão e sucumbiu aos ferimentos antes do banquete começar. Alguns bonecos podem vim a morrer durante o banquete. 
A história está em desenvolvimento para continuar desde janeiro de 2022, atualmente indo para o Capítulo 3, Parte 1-B.

## Desenvolvimento
A Nankidai hospedou várias transmissões ao vivo no Niconico nas quais discute o desenvolvimento do jogo.

## Personagens
Sara Chidouin (千堂院 紗良, Chidōin Sara)A protagonista. Está no segundo ano do Ensino Médio na Academia Sonobeno. Embora tenha poucos amigos, ela os valoriza e confia nas pessoas ao seu redor.
Joe Tazuna (田綱 丈, Tazuna Jō)É o melhor amigo da protagonista, Sara. Está no segundo ano do Ensino Médio na Academia Sonobeno. Embora inicialmente ele pareça ser um personagem para alívio cômico, ele pode ser atencioso com os outros e perspicaz com comentários.
Keiji Shinogi (篠木 敬二, Shinogi Keiji)Um homem que se autoproclama detetive da polícia, suspeito pelo seu jeito evasivo de falar.
Kazumi Mishima (三島 和己, Mishima Kazumi)Professor de ensino médio, tem uma aparência e risada peculiares.
Nao Egokoro (絵心 菜緒, Egokoro Nao)Ex-estudante de Mishima, dedica sua vida à arte e ama pintar do fundo de seu coração.
Sou Hiyori (日和 颯, Hiyori Sō)Um indivíduo que diz não ter trabalho fixo. O único que se veste com roupas de inverno, Sou tem uma personalidade tímida e quieta.
Kanna Kizuchi (木津池 神奈, Kizuchi Kanna)Apenas uma estudante do ensino fundamental.
Q-Taro Burgerberg (バーガーバーグ Q太郎, Bāgābāgu Q-Tarō)Jogador substituto de baseball profissional. Um atleta de físico forte.
Reko Yabusame (八分雨 澪子, Yasubame Reko)Escritora e compositora de músicas. Uma vocalista de uma banda que vem ganhando destaque.
Kai Satou (佐藤 戒, Satō Kai)Dono de casa. Um homem de traços delicados e femininos.
Gin Ibushi (飯伏 銀, Ibushi Gin)Aluno da sexta série do fundamental. Vestindo um capuz com aparência de felino, e sempre com sua pelúcia de gatinho, Gin é um garoto estranho que termina suas frases com "miau" ou "woof".
Alice Yabusame (八分雨 ありす, Yabusame Arisu) / Gonbee (権兵衛)É o irmão de Reko. Ele aparece posteriormente, por ter se escondido depois do Primeiro Julgamento. É um presidiário por ter assassinado uma pessoa.
Sue MilleyÉ a mestra do Primeiro Andar, sendo uma antagonista. Se proclama como "A Boneca do Riso" (笑い人形, Warai Ningyō), e demonstra ser sádica em relação aos participantes.
Tia SafalinÉ uma vice-mestra do Terceiro Andar. Se proclama como "A Boneca Chorona" (涙人形, Namida Ningyō), e é responsável pela enfermaria e a criação de alguns bonecos que aparecem ao longo do jogo.
Rio RangerÉ um vice-mestre do Terceiro Andar. Se proclama como "A Boneca Fantasista" (着せ替え人形, Kisekae Ningyō), e demonstrou despreocupação em relação aos participantes. Ele usa as roupas dos que morreram durante o Jogo da Morte.
Gashu Satou (佐藤 我執, Satō Gashū)É o mestre do Terceiro Andar. Era a "Boneca Recepcionista" (受付人形, Uketsuke Ningyō), e só foi revelado como mestre de andar mais tarde.
Midori (ミドリ)É o mestre do Quarto Andar. Diferente dos outros, não se apresenta como uma boneca específica.

## Mídia

### Mangá
Um mangá adaptando os eventos do jogo foi publicado na Monthly Shōnen Ace em 26 de março de 2019.Foi desenhado por Tatsuya Ikegami. Em fevereiro de 2022, existe três volumes disponíveis. Um mangá spin-off chamado Kimi yon ~dare mo shinanai kimigashine~ foi lançado em 26 de fevereiro de 2021.Ele apresenta quadrinhos 4-koma ilustrados por Nankidai e Yusuke Higeoni, em um universo alternativo onde ninguém na história morre.

### Novel
Um romance visual escrito por Teshigahara Anemo e publicado pela KADOKAWA foi lançado em 27 de fevereiro de 2021. A produção do romance foi supervisionada por Nankidai. O romance reconta os eventos do jogo da perspectiva de Joe.

## Recepção

### Jogo
O jogo teve mais de 4.130.000 jogadores em janeiro de 2022. Timothy Wu de Keengamer descreveu o jogo como uma "novela visual soberba" com um "elenco de personagens extremamente forte".

### Mangá
Uma revisão de Demelza do Anime UK News descreveu o mangá como "genérico" e criticou a escrita de seus personagens, dando-lhe um 5/10.
Duas críticas de escritores da Right Stuf Anime tinham pontos de vista conflitantes sobre o mangá. Devlen gostou da arte e achou o conceito "interessante", mas ficou insatisfeito com a falta de apostas no primeiro volume. O segundo revisor, Chris S. achou o mangá "insatisfatório", afirmando que já tinha visto o conceito feito antes de uma forma melhor.
Uma crítica do Asian Movie Pulse chama o mangá de "uma entrada útil no gênero de jogos de morte". O escritor ressalta que o mangá tem muito potencial, que ainda não foi alcançado devido ao mangá estar inacabado. Ele elogia a arte, afirmando que "Ikegami se inspira no jogo enquanto traz seu próprio senso de identidade através de sua arte".

## Mercadoria
Kimi ga Shine tem uma linha de mercadorias licenciada pela Dwango. A linha inclui chaveiros, dois álbuns de música com toda a OST do jogo e um artbook que estava disponível por tempo limitado. O site "gJ character G" tem uma linha de almofadas, anéis, colares e itens de vestuário com o tema Kimi ga Shine baseados nos personagens.